# قصف ستيباناكيرت 2020
قصف ستيباناكيرت (بالأرمنية: Ստեփանակերտի ռմբակոծություններ)‏ هي حملة بدأت في 27 سبتمبر 2020 كجزء من حرب مرتفعات قرة باغ 2020 . ستيباناكيرت هي عاصمة جمهورية أرتساخ التي المعلنة ذاتيا، وهي منطقة متنازع عليها داخل أذربيجان. وأكدت أطراف ثالثة دولية شاهدة أدلة على استخدام أذربيجان للقنابل العنقودية والصواريخ ضد مناطق مدنية في ستيباناكيرت، أنكرت أذربيجان ذلك.

## خلفية
الاشتباكات جزء من نزاع مرتفعات قرة باغ على منطقة مرتفعات قرة باغ المتنازع عليها ذات الأغلبية الأرمينية. المنطقة هي بحكم القانون جزء من أذربيجان، ولكن بحكم الواقع تسيطر علها جمهورية أرتساخ المعلنة ذاتيا، والتي تدعمها أرمينيا. كانت المنطقة تاريخيا مأهولة ومحكومة من قبل العرقية الأرمينية. في عام 1921، جعل ستالين مرتفعات قرة باغ منطقة تتمتع بالحكم الذاتي في أذربيجان السوفيتية، ضد إرادة الأغلبية من السكان الأرمن. بدأ العنف العرقي في أواخر الثمانينيات، وتطور إلى في حرب شاملة بعد تفكك الاتحاد السوفياتي في عام 1991. أدت حرب قرة باغ الأولى إلى نزوح أكثر من 500000 من سكان أذربيجان الذين كانوا يعيشون في الإقليم والمحافظات المجاورة. انتهت الحرب مع إتفاق وقف إطلاق النار في عام 1994، مع سيطرة جمهورية آرتساخ على معظم إقليم مرتفعات قرة باغ، وكذلك المناطق المحيطة به التي هي أغدام، جابرايل، فضولي، كلباجار، كوبادلي، لاشين وزانجيلان. أجرت مرتفعات قرة باغ استفتاء على الاستقلال في عام 1991، وُصوت على الانفصال عن أذربيجان. لم تعترف أذربيجان باستقلال مرتفعات قرة باغ واستمرت الحرب حتى وقف إطلاق النار عام 1994.
على مدى ثلاثة عقود، وقعت انتهاكات متعددة لوقف إطلاق النار، وكان أخطر الحوادث قبل الصراع الحالي هي اشتباكات 2016 . بدأت محاولات الوساطة الدولية طويلة الأمد لإيجاد عملية سلام من قبل عدة جهات منذ 1994. في حين أن الكيفية التي يرغب بها السكان الحاليون في المنطقة في إدارة الإقليم غير واضحة، تشير الدراسات الاستقصائية إلى أنهم لا يريدون أن يكونوا جزءًا من أذربيجان. في أغسطس 2019، في إعلان غير مسبوق لصالح التوحيد، زار رئيس الوزراء الأرميني، نيكول باشينيان، مرتفعات قرة باغ، قائلاً: "آرتساخ جزء من أرمينيا.
وقعت مناوشات على الحدود بين أرمينيا وأذربيجان في يوليو 2020. تظاهر الآلاف من الأذربيجانيين للحرب ضد أرمينيا ردا على ذلك، ودعت تركيا دعما لأذربيجان.
في 23 يوليو 2020، أعلنت أرمينيا بدء تدريب مشترك على نظام الدفاع الجوي مع روسيا وتحليل اشتباكات يوليو 2020. بعد أسبوع، أجرت أذربيجان سلسلة من التدريبات العسكرية التي استمرت من 29 يوليو إلى 10 أغسطس، وتدريبات أخرى في أوائل سبتمبر بمشاركة تركيا. يُنظر إلى دعم تركيا لأذربيجان على أنه مرتبط بسياستها الخارجية التوسعية والعثمانية الجديدة، تربط تدخلها بسياساتها في سوريا والعراق وشرق البحر المتوسط.
قبل استئناف الأعمال العدائية، ظهرت مزاعم بأن المئات من أفراد الجيش الوطني السوري من فرقة الحمزة قد نُقلوا إلى أذربيجان، بينما زعمت وسائل الإعلام التركية المقربة من الرئيس أردوغان أن أعضاء وحدات حماية الشعب وحزب العمال الكردستاني من العراق وسوريا قد نُقلوا إلى مرتفعات قرة باغ من أجل تدريب المليشيات الأرمينية ضد أذربيجان. نفت حكومتا أذربيجان وأرمينيا مزاعم تورط مقاتلين أجانب.

## القصف
وأكدت أطراف ثالثة دولية أنها شاهدت أدلة على استخدام أذربيجان للذخائر العنقودية المحظورة ضد مناطق مدنية في ستيباناكيرت ومرتفعات قرة باغ. أشارت التقارير إلى أن أذربيجان استخدمت الصواريخ والقنابل العنقودية اعتبارًا من 27 سبتمبر 2020. تم استخدام أكثر من 180 ذخيرة عنقودية بين 27 سبتمبر 2020 إلى 10 أكتوبر 2020.
خلال تحقيق ميداني في مرتفعات قرة باغ في أكتوبر / تشرين الأول 2020، وثقت هيومن رايتس ووتش أربع حوادث استخدمت فيها أذربيجان ذخائر عنقودية إسرائيلية الصنع ضد مناطق مدنية في مرتفعات قرة باغ. ولم يجد فريق تحقيق هيومن رايتس ووتش أي نوع من المواقع العسكرية في الأحياء السكنية حيث استخدمت الذخائر العنقودية وأدان استخدامها ضد مناطق مأهولة بالسكان المدنيين. قال ستيفن جوس، مدير قسم الأسلحة في هيومن رايتس ووتش ورئيس تحالف الذخائر العنقودية، «إن "استمرار استخدام الذخائر العنقودية يظهر تجاهلاً صارخًا لسلامة المدنيين"». وأضاف بعد ذلك «أن "الاستخدام المتكرر للذخائر العنقودية من قبل أذربيجان يجب أن يتوقف على الفور لأن استمرار استخدامها يؤدي إلى زيادة الخطر على المدنيين لسنوات قادمة"». كما لاحظ فريق تحقيق هيومن رايتس ووتش أن العديد من المباني المدنية والبنية التحتية، مثل ملاعب الأطفال، والمحلات التجارية، والمنازل، تضررت بشدة بسبب القصف.
أبلغت عدة ملاجئ عن زيادة حالات الإصابة بـ كوفيد 19 نتيجة للقصف وضربات الطائرات بدون طيار من قبل أذربيجان في ستيباناكيرت، حيث يُجبر السكان على العيش في مخابئ مكتظة، وصعوبة إجراء فحوصات جراء القصف.

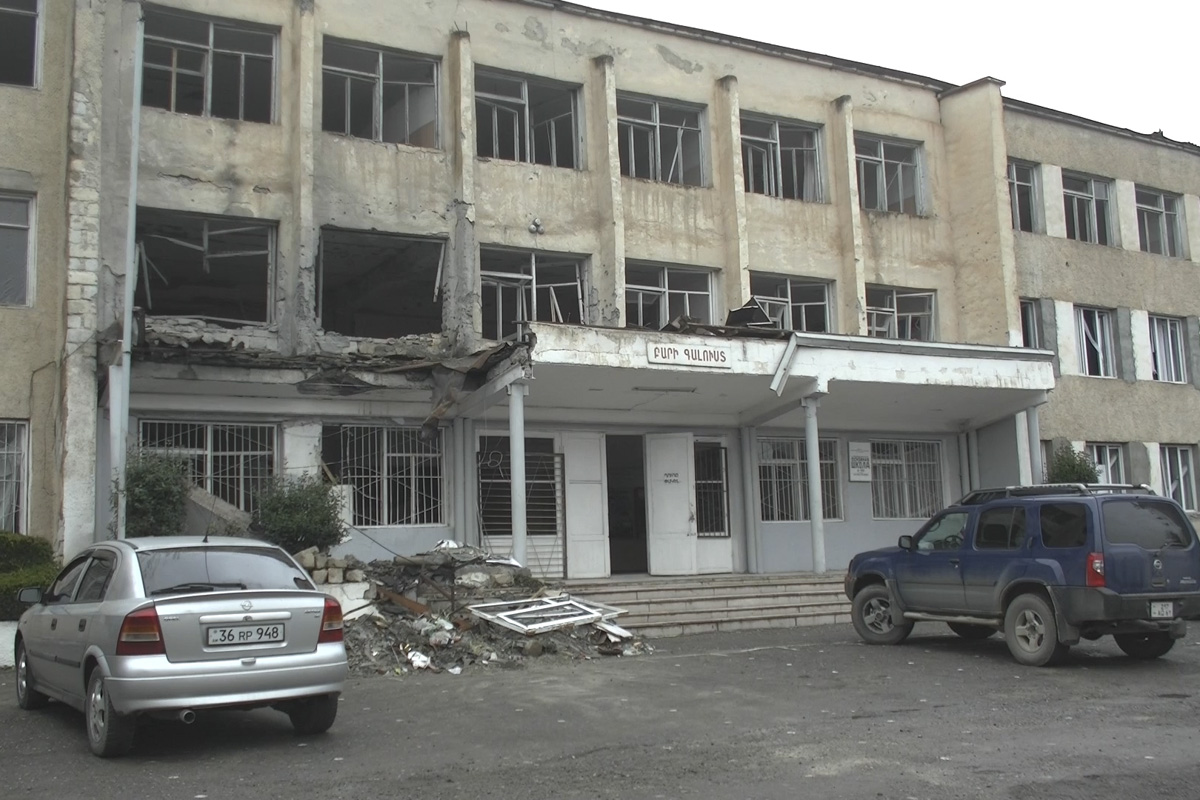
مدرسة متوسطة مدمرة جزئيًا في ستيباناكيرت

وفقًا لمكتب رئيس جمهورية أرتساخ المعلنة من جانب واحد، بدأت الأعمال العدائية عندما شنت القوات المسلحة الأذربيجانية في الساعة 08:03 قصفًا مدفعيًا وجويًا ضد المستوطنات المدنية، بما في ذلك العاصمة ستيباناكيرت. وحثت السلطات السكان على البحث ملاجئ. أطلقت صفارات الإنذار في ستيباناكيرت. أصيب أكثر من عشرة أشخاص في ستيباناكيرت (من بينهم نساء وأطفال)، وزارة الدفاع الأذربيجانية نفت هذه المزاعم.
في حوالي الساعة 2:00 ظهراً، صرحت وزارة الدفاع الأرمينية بأن القوات الأذربيجانية تقصف ستيباناكيرت. ونتيجة لذلك، دمر مبنى وزارة الطوارئ جزئياً وتضررت السيارات الموجودة في ساحة الانتظار. كما تم استهداف مباني سكنية وكذلك مستشفى عسكري. وأشارت التقارير إلى مقتل مدني وإصابة 4.
وفقًا لمركز المعلومات الموحد التابع للحكومة الأرمينية، تعرض ستيباناكيرت للقصف مرة أخرى صباح السبت. أفاد مراسل «العقدة القوقازية» أن أذربيجان استأنفت قصف ستيباناكيرت الساعة 11:00 صباحا. وظل السكان في الملاجئ بينما تم استخدام صفارات الإنذار لتحذير السكان. سُمع دوي ثلاثة انفجارات على مدار اليوم.
وفقًا لمركز المعلومات الموحد التابع للحكومة الأرمينية، استهدفت أذربيجان مستشفى الولادة ستيباناكيرت.
في 11 ديسمبر / كانون الأول 2020، أصدرت هيومن رايتس ووتش تقريراً شاملاً حول الانتهاكات التي ارتكبتها أذربيجان، وأشارت أيضاً إلى الهجمات على ستيباناكيرت باستخدام الذخائر العنقودية وصواريخ سميرش وجراد، والتي حدثت على الرغم من عدم وجود دليل على عمليات عسكرية في تلك المناطق. وذكر التقرير أيضًا كيف تحدثوا في أكتوبر / تشرين الأول مع 19 من السكان حول الهجمات وآثار الحرب في ستيباناكيرت. وأضافت هيومان رايتس ووتش في بيان إلى التقرير أن «مثل هذه الهجمات عشوائية وتنتهك قوانين الحرب لأنها لا تميز بين المدنيين والأعيان المدنية والأهداف العسكرية».